# Hippolyte Madelaine
Hippolyte Madelaine, né le 6 avril 1871 à Saint-Ouen-de-Thouberville et mort le 20 décembre 1966 à Rouen, est un peintre français de l’École de Rouen.

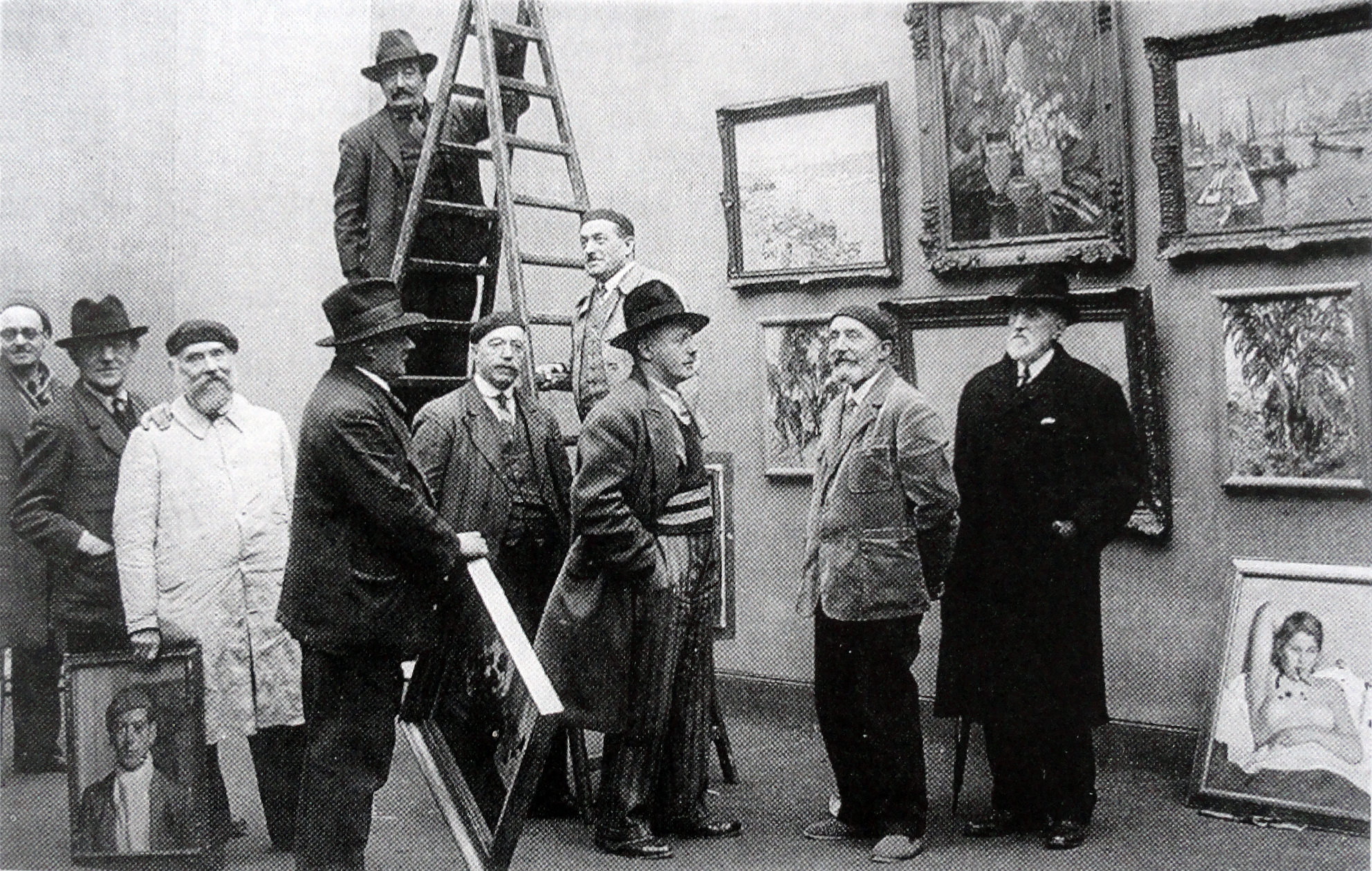
À l'accrochage du Salon des artistes rouennais, au musée des beaux-arts de Rouen, 1934. Hippolyte Madelaine est le 3e à partir de la gauche.

## Biographie
Hippolyte Madelaine est mobilisé pendant la Première Guerre mondiale. Professeur d’aquarelle à l'école des beaux-arts de Rouen, il est vice-président de la Société des artistes rouennais de 1932 à 1953. Il demeure 21 rue des Faulx à Rouen des années 1930 aux années 1960.

## Distinctions
- Officier d'académie (1932)[2]